# 加賀敬治
加賀 敬治（かが せいじ、1931年 -1981年 ）は、大阪府出身のアマチュア将棋指し。賭け将棋で生計を立てる真剣師の1人。
「鬼加賀」と恐れられる実力者であり、自ら「日本一のくすぶり（真剣師）」と称する程であった。第18回（1964年）、第33回（1979年）の2度「アマ名人戦」を制覇し、アマ名人となっている。1979年に日本一の真剣師の座を賭け大阪府新世界の通天閣将棋道場で「新宿の殺し屋」小池重明と決戦を行い、7勝7敗と互角に渡り合った。
泥酔状態で大阪の新世界で倒れ、救急車で運ばれた病院で死去。享年49。